# Shrine Cemetery (Bucquoy)
Le Shrine Cemetery, Bucquoy  est un cimetière militaire de la Première Guerre mondiale, situé sur le territoire de la commune de Bucquoy, dans le département du Pas-de-Calais, au sud d'Arras.
Trois autres cimetières britanniques sont implantés sur le territoire de la commune : Quesnoy Farm Military Cemetery, Queens Cemetery (Bucquoy) et Bucquoy Communal Cemetery Extension.

## Localisation
Ce cimetière est situé à 500 m à l'ouest du village sur la D 6 en direction d'Hannescamps.

## Histoire

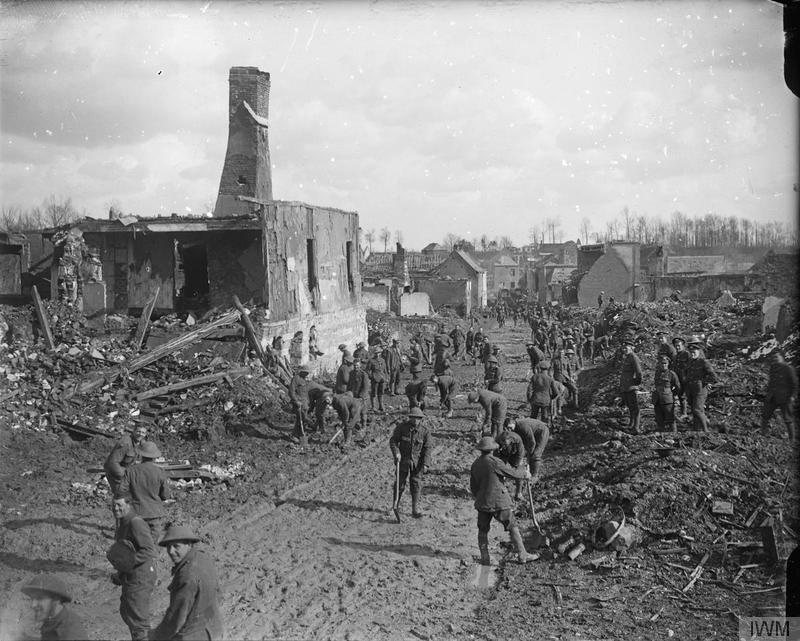
Les prisonniers britanniques réparant une rue de Bucquoy sous la surveillance d'officiers allemands en mars 1917.

Le village de Bucquoy a été occupé par la 7e division le 17 mars 1917 et a été également le théâtre de très violents combats en mars et avril 1918.
Le cimetière du sanctuaire doit son nom à un crucifix dressé sur un monticule du côté ouest du village. Il a été commencé par la 46e division (North Midland) en mars 1917 et agrandi par d'autres unités en août 1918. Après l'armistice, d'autres tombes ont été apportées.
Le cimetière comporte maintenant 88 sépultures du Commonwealth de la Première Guerre mondiale et une tombe de guerre allemande.

## Caractéristiques
Ce cimetière a un plan rectangulaire de 60 m sur 30. Il est clos par un muret de moellons.

Le cimetière a été conçu par W.H. Cowlishaw.

## Galerie

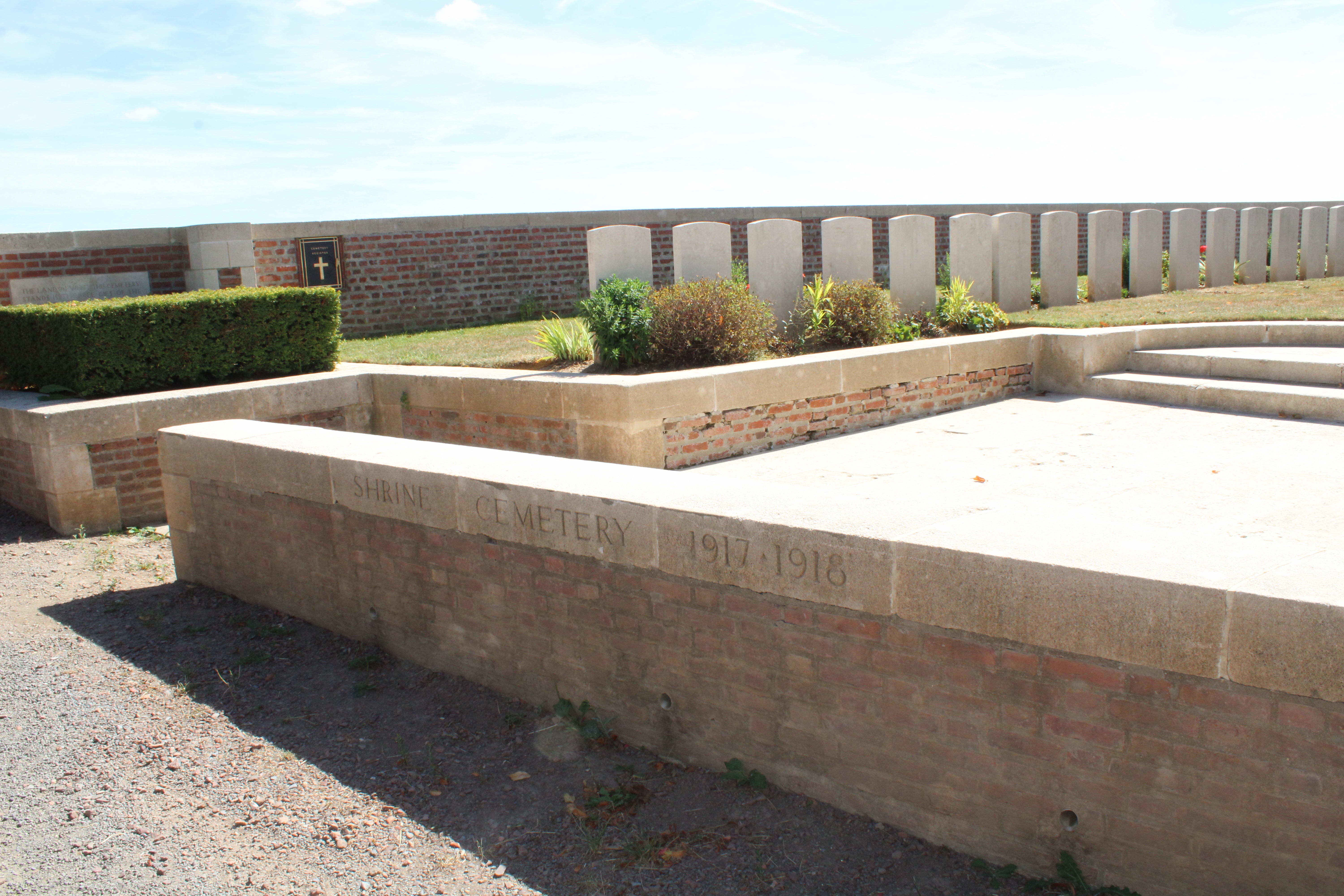
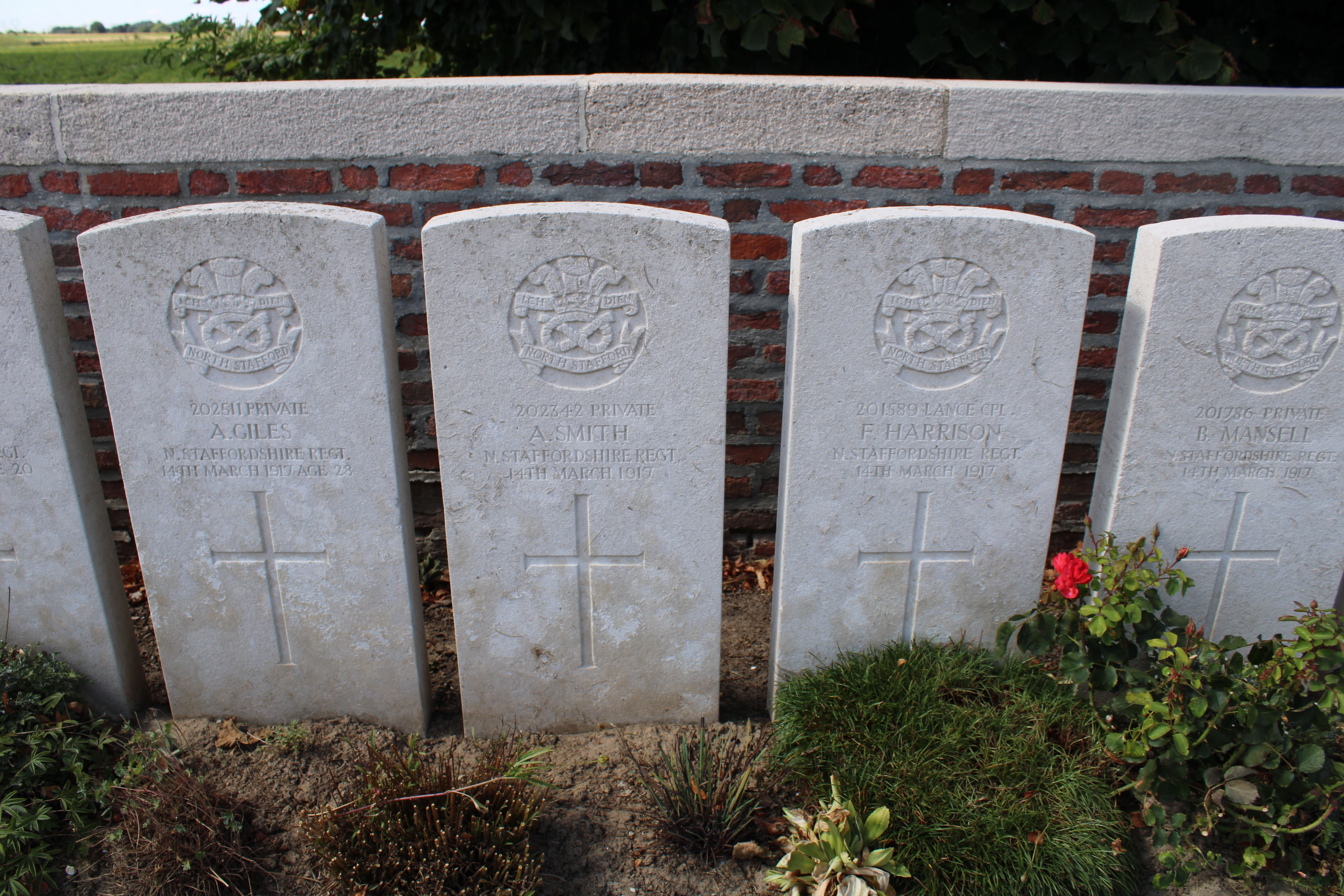
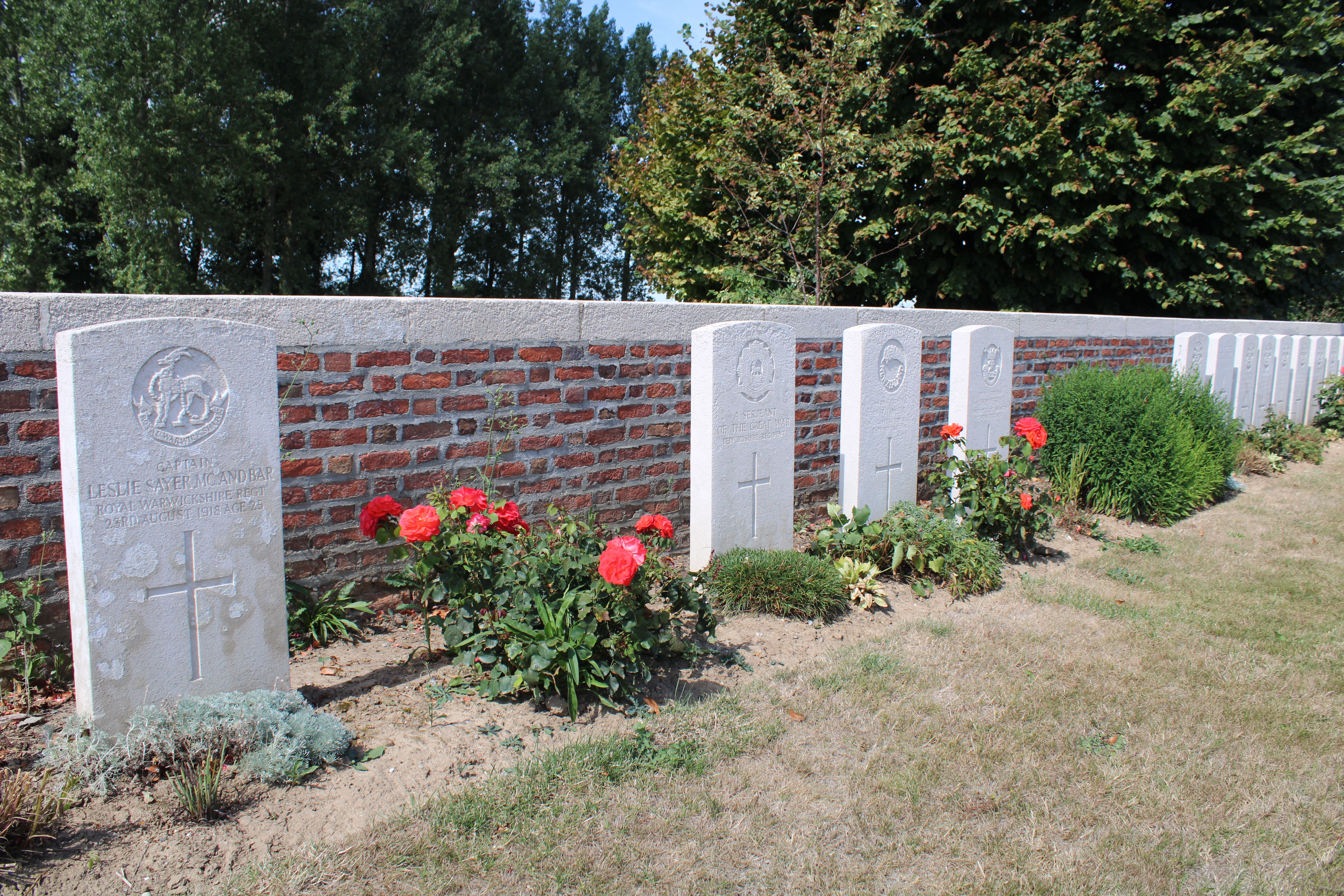
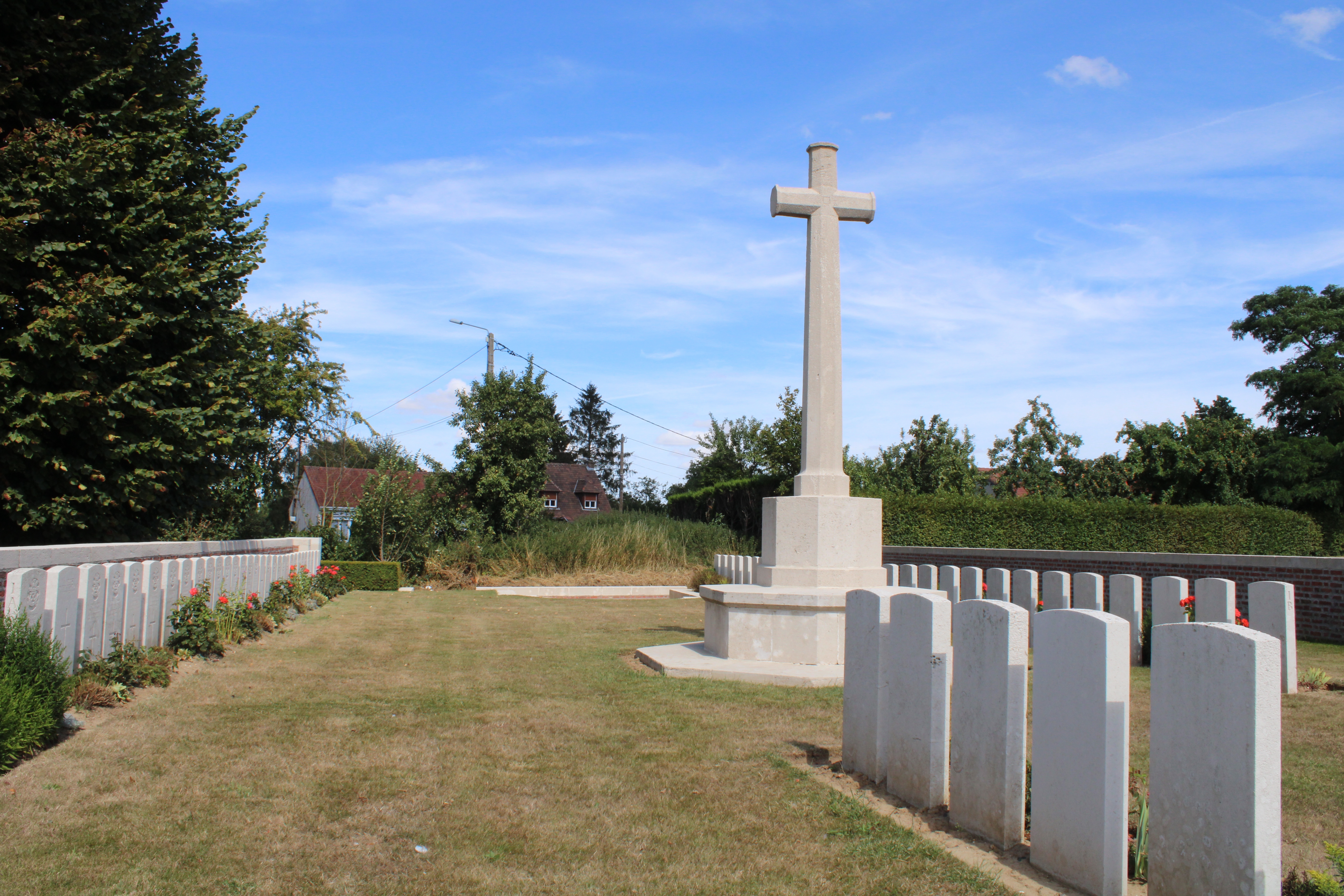
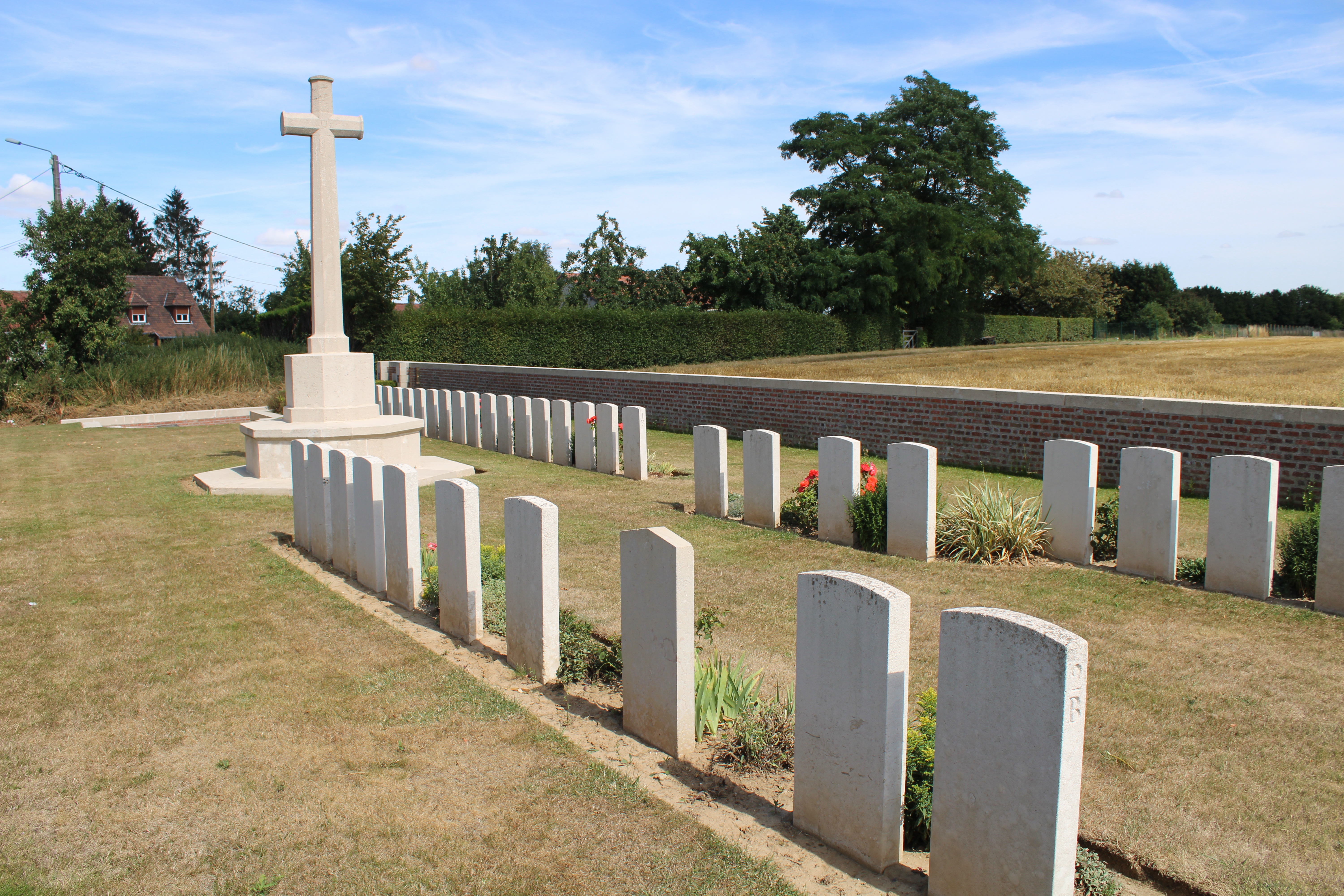
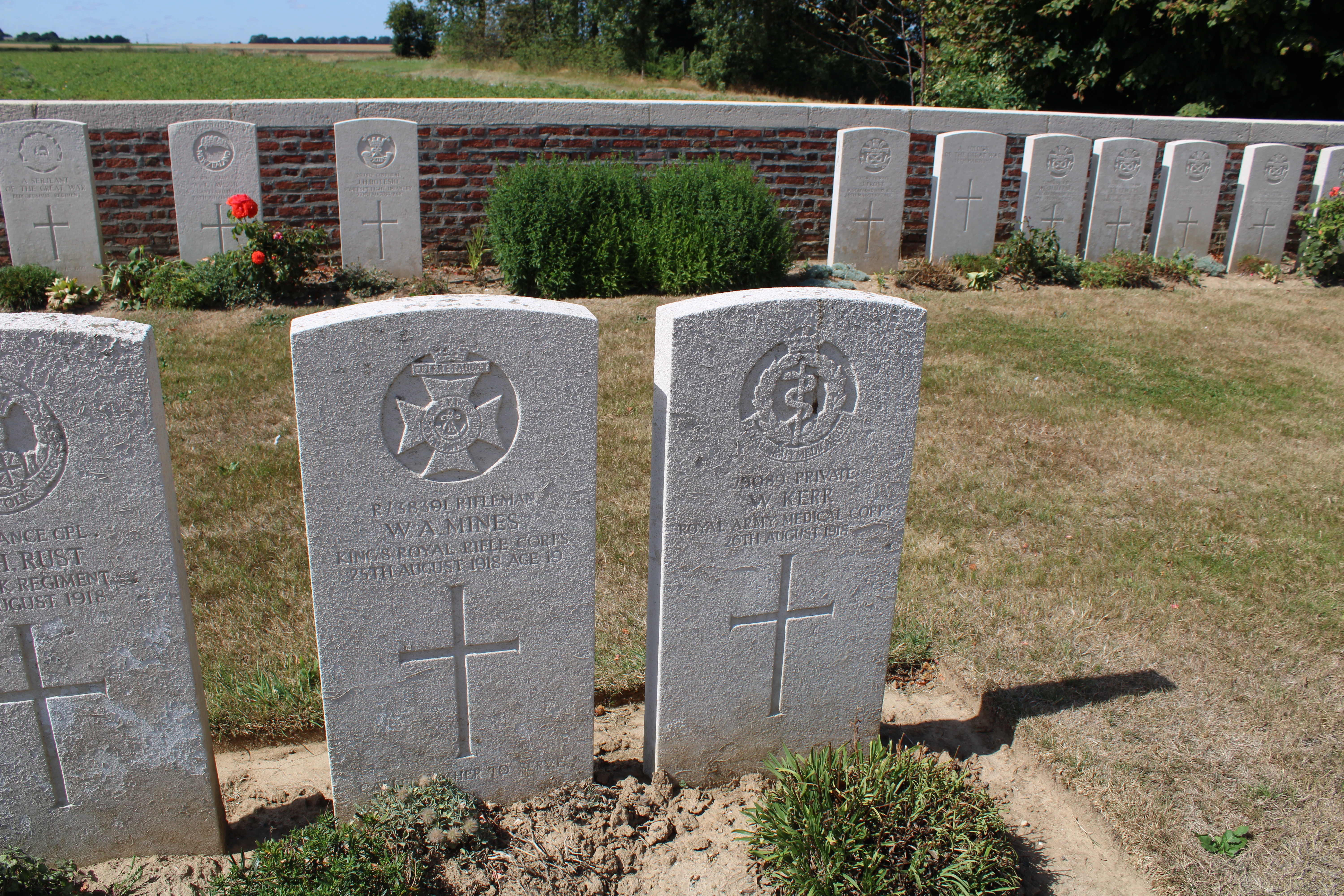

## Sépultures
| Pays        | Sépultures |
| ----------- | ---------- |
| Royaume-Uni | 88         |
| Allemagne   | 1          |
| Total       | 89         |

## Pour approfondir